# Операция «Синица»

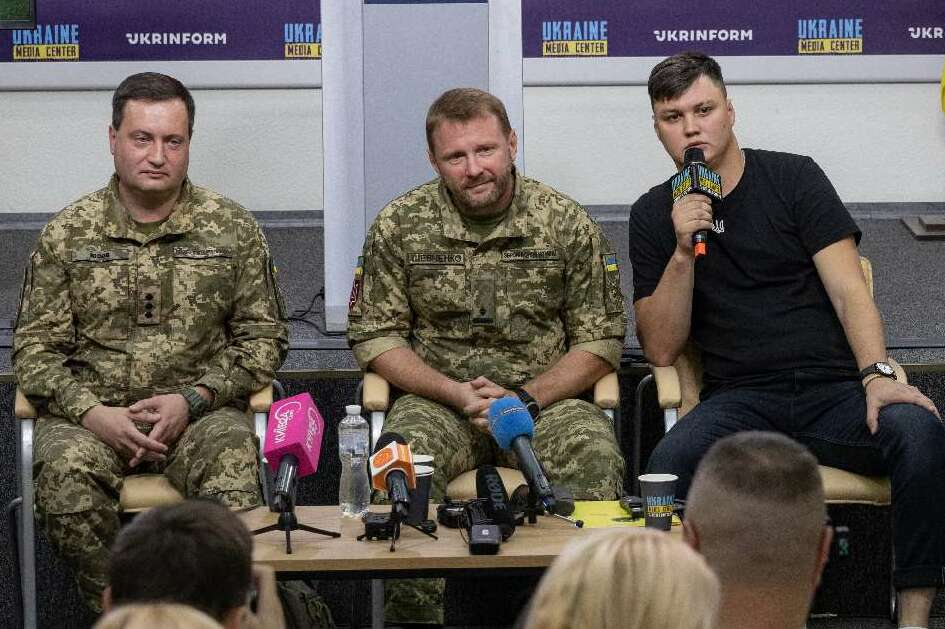
Кузьминов (справа) и офицеры военной разведки Украины Андрей Юсов (слева) и Артём Шевченко (в центре) на пресс-конференции, 5 сентября 2023

Опера́ция «Сини́ца» (укр. Операція «Синиця») — операция ГУР МО Украины, состоявшаяся в 2023 году, по угону российского военно-транспортного вертолёта Ми-8АМТШ с экипажем на территорию Украины. Пилотом российского Ми-8АМТШ, перелетевшего на подконтрольную Украине территорию 9 августа, был 28-летний капитан Максим Германович Кузьминов. Два других члена экипажа, штурман и борттехник, находившиеся в вертолёте с Кузьминовым, были при этом убиты. Свой поступок Кузьминов объяснил тем, что он против российского вторжения на Украину и не хотел в этом участвовать.
13 февраля 2024 года Кузьминов был убит шестью выстрелами из пистолета Макарова неизвестными людьми в Испании, в городе Аликанте.

## Предыстория
Максим Германович Кузьминов (род. 19 июня 1995) — выпускник Сызранского высшего военного авиационного училища лётчиков, потомственный лётчик. С 2020 года служил в должности лётчика-штурмана в 319-м отдельном вертолётном полку (в/ч 13984) в составе 11-й армии ВВС и ПВО Восточного военного округа с пунктом постоянной дислокации на аэродроме Черниговка в Приморском крае.
В феврале 2022 года Кузьминов работал в Амурской области. Он решил разобраться в происходящем и, по своим словам, «начал листать учебники и смотреть блогеров». На изучение истории отношений России и Украины у него ушло около полугода. В развязывании войны Кузьминов однозначно винил Россию. Однако пришлось продолжать работать: в октябре 2022 года он впервые полетел на оккупированные территории Украины — в Мариуполь, а затем — в Бердянск. Как он рассказывал в интервью, вся его работа заключалась в перевозке грузов или людей. Уволиться, по словам Кузьминова, было практически невозможно. Лётчикам, которые хотели уволиться, угрожали отправкой на фронт уже в качестве пехотинца. Тогда у него появился план побега.

## Операция
В начале 2023 года Кузьминов установил контакт с украинской разведкой и сформулировал план побега:

«Я связался с представителями разведки Украины. Объяснил им свою ситуацию. На что мне предложили такой вариант, что давай мы гарантируем тебе безопасность, новые документы, денежную компенсацию. Обговорили все вот эти детали и начали планировать мой перелёт».
Операция длилась более шести месяцев и её результатом стал перелёт 9 августа 2023 года на подконтрольную Украине территорию вертолёта Ми-8АМТШ с бортовым номером 62. Вертолёт должен был перевезти между двумя российскими авиабазами оборудование и запчасти для истребителей Су-27, Су-30СМ и СУ-35, но вместо этого приземлился в Харьковской области.

«Я не просто угнал вертолёт, я официально его перегнал из точки А в точку Б по заранее согласованному маршруту. [9 августа] в 16:30 выполнил взлёт с аэродрома Курск в Харьковскую область — примерно 20 километров от границы. Далее в районе населённого пункта Шебекино я летел на предельно малой высоте 5—10 метров в режиме радиомолчания. При пересечении границы по мне начали вести огонь. Кто его вёл, я точно сказать не могу, но предполагаю, что российская сторона. Я был ранен в ногу со стрелкового оружия. Далее примерно на 20 километров я отлетел, выполнил посадку в заранее оговорённом месте».
Вместе с Кузьминовым летели штурман и бортовой техник. По словам Кузьминова, они не знали, куда на самом деле летят. По рассказам пилота, они начали нервничать и агрессивно себя вести, но не могли ему помешать, так как не умели управлять вертолётом. Кузьминов пытался убедить их сдаться.
После приземления оба члена экипажа из вертолёта побежали в сторону границы с Россией. «Дальнейшая [их] судьба мне неизвестна. Но, как следует из СМИ, возможно, их ликвидировали», — говорил Кузьминов. Глава ГУР Кирилл Буданов говорил, что лётчики «оказывали сопротивление и были убиты». Представитель ГУР Андрей Юсов, отвечая на вопрос о том, зачем потребовалось убивать членов экипажа, заявил, что «у них был выбор, и они его сделали».
Представитель украинской разведки Андрей Юсов заявил, что помимо вертолёта 2016 года производства и техники, ВСУ получили «бесценную информацию» о российской авиации.

## Освещение события
23 августа за несколько часов до украинской публикации об угоне вертолёта — о потере Ми-8 близкий к Минобороны РФ Telegram-канал Fighterbomber начал распространять версию про заблудившегося пилота, который по непонятным причинам приземлился на контролируемой Украиной территории. Руководитель Главного управления разведки Кирилл Буданов рассказал, что спецслужбе удалось убедить российского лётчика перелететь в Украину.
4 сентября ГУР выпустило документальный фильм «Сбитые лётчики России», в котором рассказало больше деталей операции, раскрыло личность пилота и кодовое имя операции — «Синица». Также в фильме было рассказано о параллели с операцией «Бриллиант» («Пенициллин»), которую провёл в 1966 году израильский Моссад, убедив иракского пилота похитить на тот момент самый современный советский МиГ-21.
5 сентября состоялась пресс-конференция ГУР МО Украины о деталях спецоперации по угону российского вертолёта. Представитель украинской разведки Андрей Юсов сообщил, что пилот вертолёта Максим Кузьминов получит согласно законодательству Украины гарантии безопасности для себя и своей семьи, новые документы и вознаграждение в размере 500 000 долларов США. Из заявлений украинской разведки известно, что матери Кузьминова помогли выехать с территории России в Украину. Кузьминов заявил, что рассматривает возможность вступления в украинскую авиацию.

## Последствия

### Убийство Кузьминова в Испании
В феврале 2024 года появилась информация об убийстве перебежчика. По данным испанской полиции, Кузьминов был убит в городе Аликанте 13 февраля 2024 года на подземной парковке дома. Представитель Главного управления разведки МОУ Андрей Юсов подтвердил факт смерти.
По сообщениям испанских СМИ, Кузьминов использовал поддельные документы на имя Игоря Шевченко, уроженца Донецка 1990 года рождения. Газета El Periodico опубликовала скан, как утверждается, поддельного паспорта. По данным El Periodico, испанские спецслужбы пытаются выяснить, был ли паспорт выдан украинскими властями и кто в Испании об этом знал. Газета El País сообщила, что власти Испании предоставили Кузьминову поддельные документы, но не давали гарантий защиты. В то же время незадолго до этого министр обороны Испании Маргарита Роблес утверждала, что власти не знали о нахождении перебежчика в стране.
По данным EFE, в мужчину выстрелили около шести раз из пистолета Макарова, и, согласно предварительным выводам расследования, исполнители убийства cкрылись с места на автомобиле.
Ранее офицеры Главного управления Генерального штаба ВС РФ в эфире телеканала «Россия-1» заявляли, что найдут Кузьминова и «накажут по всей строгости закона государства» и что он «до суда не доживёт».

### Судьба членов экипажа
После продолжительных переговоров России удалось получить тела погибших в результате действий Кузьминова членов экипажа. Оба члена экипажа, Хушбахт Турсунов и Никита Кирьянов, были представлены к Ордену Мужества посмертно.